# Rovtarica
Rovtarica je ponikalni potok, ki izvira južno naselja Rovte v občini Logatec. Podzemno (pod Logaškim poljem) se združuje s potokom Logaščica, del vode pa podzemno odteče k izvirom potoka Bela in tako tvori povirno mrežo Ljubljanice.
Rovtarica ponikne v Hudem Koncu na zamočvirjeni ravnici. Potok, predvsem ponorni del, je bil reguliran v letu 1989.